# Classe Kongō (cruzadores de batalha)
A Classe Kongō (金剛型巡洋戦艦) foi uma classe de navios de guerra operados pela Marinha Imperial Japonesa, composta pelo Kongō, Hiei, Kirishima e Haruna. Suas construções começaram pouco antes do início da Primeira Guerra Mundial e foram finalizadas no meio do conflito. O Kongō foi construído pelos estaleiros britânicos da Vickers, enquanto todas as outras três embarcações tiveram suas obras realizadas no Japão, respectivamente nos estaleiros do Arsenal Naval de Yokosuka, Mitsubishi e Kawasaki. O projeto foi feito pelo engenheiro naval britânico George Thurston e eles foram encomendados como parte de um programa de expansão e modernização naval da Marinha Imperial.
Os navios foram originalmente construídos como cruzadores de batalha e seus serviços na Primeira Guerra consistiram em apenas deveres de patrulha. O Kongō, Kirishima e Haruna passaram por reconstruções na década de 1920 que levaram a Marinha Imperial a reclassificá-los como couraçados, enquanto o Hiei virou um navio de treinamento para não ser desmontado. Após o Japão abandonar o Tratado Naval de Londres na década de 1930, os quatro passaram por uma nova série de enormes modernizações. Essas modificações incluíram fortalecimento de suas blindagens, reconfiguração de seus sistemas de propulsão, aprimoramento de seus armamentos e adição de hidroaviões.
Os navios da Classe Kongō foram os couraçados mais ativos da Marinha Imperial na Segunda Guerra Mundial. O Hiei e Kirishima foram escoltas no Ataque a Pearl Harbor, enquanto o Kongō e Haruna apoiaram a Invasão de Singapura. Todos participaram das batalhas de Midway e Guadalcanal, com o Hiei e Kirishima sendo afundados nesta última. As embarcações restantes passaram 1943 e boa parte de 1944 movimentando-se entre bases até a Batalha do Golfo de Leyte. O Kongō foi torpedeado pelo submarino USS Sealion em novembro de 1944 e afundou, enquanto o Haruna foi afundado na Base Naval de Kure em julho de 1945 por um ataque aéreo e desmontado depois da guerra.

## Desenvolvimento
O projeto da Classe Kongō foi resultado dos programas de modernização da Marinha Imperial Japonesa, além da necessidade de competir com a Marinha Real Britânica. O Reino Unido tinha lançado em 1907 o cruzador de batalha HMS Invincible, que era armado com oito canhões de 305 milímetros e deixou todos os navios capitais japoneses obsoletos. A Dieta Nacional aprovou em 1910 o Decreto de Expansão Naval Emergencial, que autorizava a construção de um couraçado e quatro cruzadores de batalha que seriam projetados pelo engenheiro naval britânico George Thurston. Ele usou em seu projeto várias das técnicas que depois os britânicos usariam no HMS Tiger.
O governo japonês assinou em novembro de 1910 um contrato com a britânica Vickers que estipulava, entre outras coisas, que o primeiro membro da classe de cruzadores de batalha seria construído no Reino Unido e que a Vickers iria maximizar a transferência de tecnologia para o Japão. O projeto dos navios foi designado como Vickers 472C, enquanto no Japão recebeu a designação B-46. As embarcações seriam inicialmente armadas com oito ou dez canhões calibre 50 de 305 milímetros, dezesseis canhões de 152 milímetros e oito tubos de torpedo de 533 mm. Entretanto, o comandante Katō Hirohasu pressionou pela adoção das novas armas calibre 45 de 356 milímetros que estavam na época em desenvolvimento. A Marinha Imperial optou pelo canhão maior em 29 de novembro de 1911, depois de testemunhar testes junto com a Marinha Real, mesmo com o batimento de quilha do primeiro navio tendo ocorrido em janeiro. Isto levou a várias alterações de projeto que foram rapidamente implementadas para não prolongar a construção.
O projeto final da Classe Kongō acabou sendo uma versão aprimorada dos cruzadores de batalha britânicos da Classe Lion. As embarcações foram os primeiros cruzadores de batalha modernos da Marinha Imperial, sendo "superiores a todos os outros navios [capitais] contemporâneos", segundo o historiador Robert Jackson. Mais de cem especialistas japoneses foram enviados em estadias de dezoito meses do Japão para o Reino Unido durante a construção do primeiro cruzador de batalha com o objetivo de garantir a transferência de conhecimento. Caso superintendentes, supervisores e testemunhas de testes forem contados, aproximadamente duzentos japoneses viajaram para o Reino Unido durante esse período.

## Projeto
Os quatro navios da Classe Kongō, como originalmente construídos em suas configurações de cruzadores de batalha, tinham um comprimento de fora a fora de 214,58 metros, uma boca de 28,04 metros, um calado que podia chegar a 8,22 metros e um deslocamento normal de até 27 384 toneladas.

### Propulsão
Os três primeiros navios da Classe Kongō foram inicialmente equipados com duas turbinas a vapor Parsons, enquanto o Haruna recebeu modelos Brown-Curtis, cada uma girando duas hélices. A turbina de alta pressão girava as hélices externas e a de baixa pressão girava as hélices internas. As turbinas ficavam em dois compartimentos separados por uma antepara central longitudinal; ambos ficavam situados entre a terceira e quarta torres de artilharia. Elas foram projetadas para produzirem 65 mil cavalos-vapor (47,8 mil quilowatts) de potência a partir do vapor gerado por 36 caldeiras, que trabalhavam a uma pressão de 17,1 a 19,2 atmosferas (1 733 a 1 945 quilopascais). As caldeiras ficavam em oito compartimentos e funcionavam à queima de carvão com óleo combustível borrifado por cima. As embarcações conseguiam transportar 4,3 mil toneladas e mil toneladas de óleo, permitindo uma autonomia de oito mil milhas náuticas (quinze mil quilômetros) a uma velocidade de catorze nós (26 quilômetros por hora). Os cruzadores de batalha foram projetados para alcançarem uma velocidade máxima de 27,5 nós (50,9 quilômetros por hora), porém todos excederam essa velocidade em seus testes marítimos.
Durante a década de 1920, as embarcações tiveram suas caldeiras removidas e substituídas por novos modelos Kampon, dez para o Kongō e Kirishima, onze para o Hiei e dezesseis para o Haruna. Isto permitiu que a primeira chaminé fosse removida, diminuindo a interferência da fumaça na ponte de comando e sistemas de controle de disparo. Seu armazenamento de combustível também foi ampliado para carregar 2 704 toneladas de carvão e 3 345 toneladas de óleo, o que aumentou a autonomia para 8 930 milhas náuticas (16 540 quilômetros) a catorze nós. Proteuberâncias antitorpedo também foram adicionadas, o que reduziu a velocidade máxima para 26 nós (48 quilômetros por hora) e fez a Marinha Imperial reclassificar os navios como couraçados. Essas caldeiras foram removidas na década de 1930 e substituídas por onze caldeiras Kampon a óleo combustível. Estas caldeiras deram maior potência para os navios da Classe Kongō, sendo capazes de alcançar uma velocidade máxima de 30,5 nós (56,5 quilômetros por hora), levando a Marinha Imperial a reclassificá-los como couraçados rápidos. Isto fez deles os únicos navios capitais japoneses capazes de operarem junto com os porta-aviões.

### Armamento

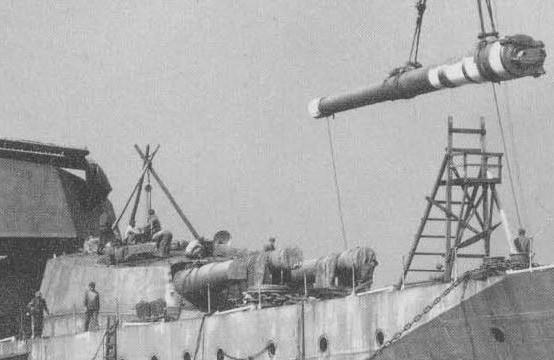
Um dos canhões principais do Haruna sendo instalado em outubro de 1914

A bateria principal da Classe Kongō consistia em oito canhões Tipo 41º Ano calibre 45 356 milímetros montados em quatro torres de artilharia, duas na proa e duas na popa. As torres dos navios podiam abaixar até cinco graus negativos e elevar até vinte graus, exceto a do Kongō, que elevava até 25 graus. Os projéteis podiam ser carregados em qualquer ângulo e a cadência de tiro era de um disparo a cada trinta a quarenta segundos. Os canhões e as torres de artilharia passaram por várias modernizações no decorrer dos anos. A elevação máxima de todas as armas foi aumentada para 33 graus durante a década de 1920. O mecanismo de recuo também foi alterado, de um sistema hidráulico para um pneumático, o que permitiu uma cadência de tiro maior.
Na Segunda Guerra Mundial, os navios disparavam projéteis perfurantes Tipo 91. Cada um pesava 673,5 quilogramas e tinha uma velocidade de saída de 775 metros por segundo. O alcance máximo dos canhões originais era de 25 quilômetros a uma elevação de vinte graus, porém o alcance subiu para 35,45 quilômetros a uma elevação de 33 graus depois dos vários processos de modernização. Projéteis altamente explosivos de 625 quilogramas também estavam disponíveis, tendo uma velocidade de saída de 805 metros por segundo. Um projétil incendiário de estilhaços, chamado Tipo 3 Sanshikidan, foi desenvolvido na década de 1930 para uso antiaéreo.
A bateria secundária tinha, inicialmente, dezesseis canhões Tipo 41.º Ano calibre 50 de 152 milímetros, montados em casamatas nas laterais do casco no convés superior, oito de cada lado. Eles tinham um arco de tiro de 130 graus, com a elevação máxima sendo quinze graus. Cada arma disparava um projétil altamente explosivo de 45,36 quilogramas a uma distância máxima de 21 quilômetros. A cadência de tiro era de quatro a seis disparos por minuto. A elevação máxima dessas armas foi aumentada durante a década de 1930 para trinta graus, o que aumentou o alcance máximo em novecentos metros. As embarcações também receberam quatro canhões antiaéreos Tipo 3.º Ano calibre 40 de 76 milímetros, instalados em montagens únicas. Cada arma podia se elevar até 75 graus e disparar um projétil de seis quilogramas e uma velocidade de saída de 680 metros por segundo, com o teto máximo de disparo sendo 7,5 quilômetros. Foram equipados com oito tubos de torpedo submersos de 533 milímetros, quatro de cada lado.
O armamento secundário mudou no decorrer das carreiras dos navios. Os canhões de 76 milímetros foram removidos na década de 1930 e substituídos por oito canhões de duplo propósito Tipo 89 calibre 40 de 127 milímetros. Estes foram instalados em quatro montagens duplas, duas de cada lado da superestrutura. As armas tinham alcance máximo de 14,7 quilômetros contra alvos de superfície, enquanto o teto máximo a elevação de noventa graus era de 9,44 quilômetros. Sua cadência de tiro máxima era de catorze disparos por minuto, porém a cadência de tiro sustentada era de oito disparos. Os dois canhões de 152 milímetros dianteiros também foram removidos na década de 1930.
O armamento antiaéreo leve também foi muito alterado. Os navios receberam, na década de 1930, montagens duplas de metralhadoras de 13,2 milímetros, depois substituídas por canhões de 25 milímetros. Essas duas armas eram versões licenciadas de projetos franceses da Hotchkiss. As armas de 25 milímetros foram instaladas em montagens únicas, duplas e triplas. Esse modelo era a arma antiaérea leve padrão japonesa na Segunda Guerra Mundial, porém sofria de sérios problemas de projeto que o deixavam praticamente ineficiente. Segundo o historiador Mark Stille, a arma tinha muitas falhas, incluindo a incapacidade de "lidar com alvos em alta velocidade porque não podiam virar e elevar rápido o bastante manualmente ou por energia, suas miras eram inadequadas para alvos de alta velocidade, possuía uma vibração e choque de disparo excessivos".

### Blindagem
A Classe Kongō foi projetada com a intenção de maximizar velocidade e manobrabilidade, assim não tinha uma blindagem tão extensa quanto outros navios capitais japoneses posteriores. Mesmo assim, eles tinham bastante proteção, que foi muito aprimorada durante suas modernizações. Em sua configuração original, as embarcações tinham um cinturão de blindagem superior com 152 milímetros de espessura, enquanto o cinturão inferior tinha 203 milímetros. Aço cimentado da Vickers foi usado na construção do Kongō, enquanto os navios construídos no Japão usaram uma variação do aço cimentado da alemã Krupp. Desenvolvimentos posteriores da tecnologia de blindagem japonesa se basearam em um projeto híbrido das duas variações, com mudanças drásticas só ocorrendo no final da década de 1930 no projeto da Classe Yamato. O cinturão de blindagem próximo da proa e popa era fortalecido com 76 milímetros adicionais de aço cimentado. A torre de comando era bem protegida, possuindo variações do aço Krupp com até 356 milímetros de espessura. As torres de artilharia principais tinham proteção de 229 milímetros de espessura, enquanto o convés blindado ficava entre 38 e setenta milímetros.
A maior parte da blindagem das embarcações foi muito aprimorada no decorrer de suas modernizações. O cinturão de blindagem inferior foi fortalecido para uma espessura uniforme de 203 milímetros, enquanto anteparas diagonais com profundidades de 127 a 203 milímetros foram colocadas para reforçar o cinturão. O cinturão superior não foi alterado, mas era fechado por anteparas de 229 milímetros na proa e popa. A proteção das torres de artilharia principais foi fortalecida para 254 milímetros, enquanto porções de 102 milímetros de espessura foram adicionadas aos convés blindado. Esses melhoramentos na blindagem aumentaram o deslocamento dos navios em quase quatro mil toneladas cada. Mesmo com todos esses melhoramentos, a blindagem dos navios da Classe Kongō permaneceu abaixo de novos navios capitais.

## Navios
| Navio     | Construtor                | Homônimo        | Batimento             | Lançamento             | Comissionamento      | Destino                       |
| --------- | ------------------------- | --------------- | --------------------- | ---------------------- | -------------------- | ----------------------------- |
| Kongō     | Vickers                   | Monte Kongō     | 17 de janeiro de 1911 | 18 de maio de 1912     | 16 de agosto de 1913 | Afundado em novembro de 1944  |
| Hiei      | Arsenal Naval de Yokosuka | Monte Hiei      | 4 de novembro de 1911 | 21 de novembro de 1912 | 4 de agosto de 1914  | Afundados em novembro de 1942 |
| Kirishima | Mitsubishi                | Monte Kirishima | 17 de março de 1912   | 1º de dezembro de 1913 | 19 de abril de 1915  | Afundados em novembro de 1942 |
| Haruna    | Kawasaki                  | Monte Haruna    | 16 de março de 1912   | 14 de dezembro de 1913 | 19 de abril de 1915  | Afundado em julho de 1945     |

## História

### Kongō

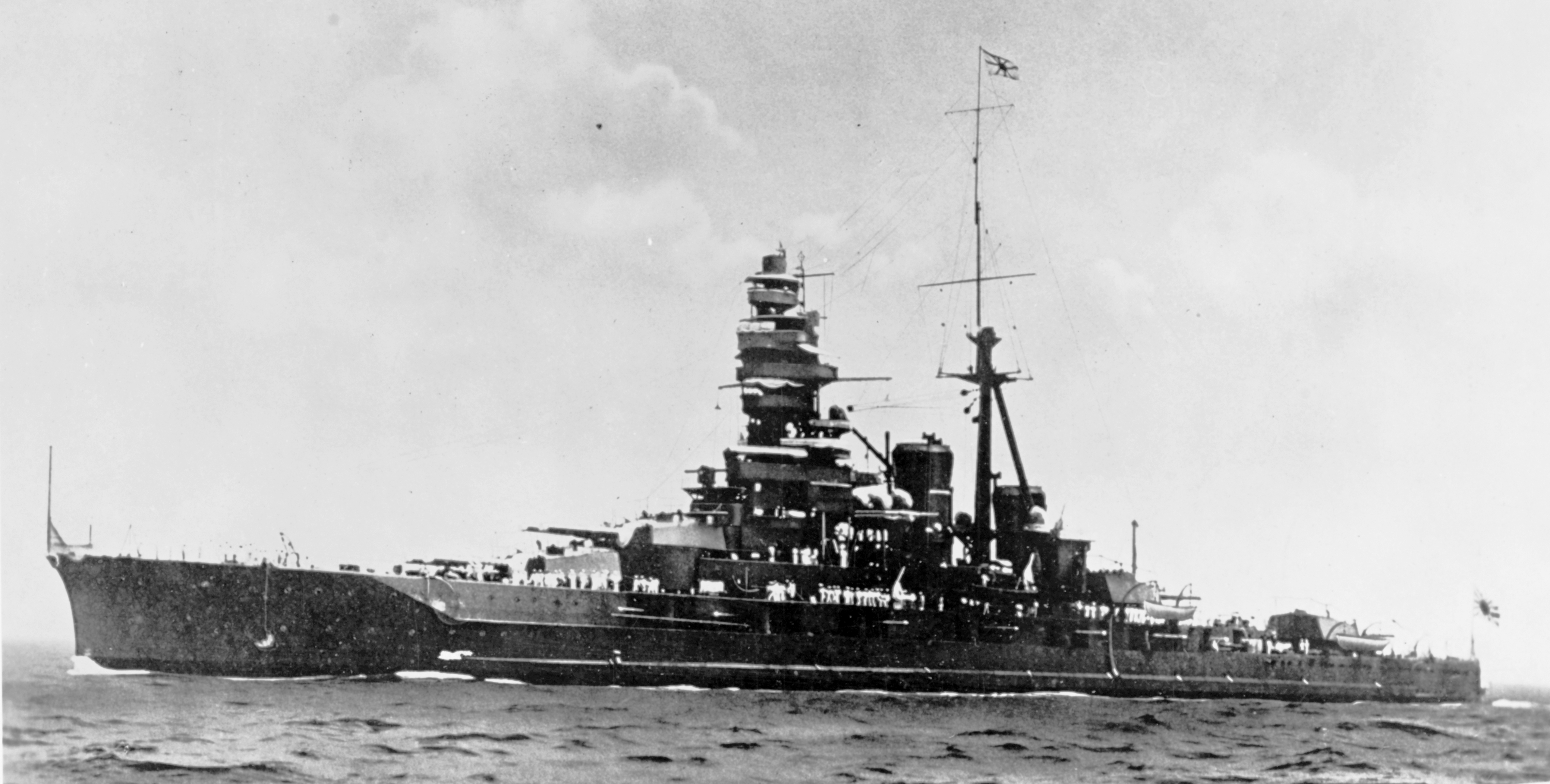
O Kongō c. 1931 depois de sua primeira reconstrução

A construção do Kongō começou em 17 de janeiro de 1911, foi lançado ao mar em 18 de maio de 1912 e comissionado em 16 de agosto de 1913. Ele chegou em Yokosuka em novembro de 1913 para passar por checagens de armamentos no Arsenal Naval de Yokosuka, para isso sendo colocado na reserva. O Japão declarou guerra contra a Alemanha em 23 de agosto de 1914 como parte da Aliança Anglo-Japonesa, com o Kongō patrulhando as linhas de comunicação no Oceano Pacífico. O Tratado Naval de Washington foi assinado em 1922 e os membros da Classe Kongō estavam entre os únicos navios capitais japoneses que não foram descartados. A embarcação entrou em uma doca seca em novembro de 1924 para modificações em seu sistema de controle de disparo, elevação das armas principais e armamento antiaéreo. Sua primeira grande reconstrução começou em setembro de 1929, quando sua blindagem e sistemas de propulsão foram aprimorados, entre outras modificações. As obras terminaram em março de 1931 e ele foi reclassificado como um couraçado. O Kongō foi a capitânia da Frota Combinada entre outubro de 1933 e novembro de 1934.
A segunda reconstrução do navio começou em junho de 1935. A saída do Japão do Tratado Naval de Londres permitiu alterações mais amplas; sua superestrutura dianteira foi reconstruída no estilo mastro pagode, as caldeiras e turbinas foram aprimoradas e uma catapulta para hidroaviões foi adicionada atrás da terceira torre de artilharia. Sua velocidade máxima aumentou para trinta nós (56 quilômetros por hora), qualificando-o como couraçado rápido. As modificações terminaram em janeiro de 1937. O Kongō partiu em 29 de novembro de 1941 como parte da força de invasão da Malásia e Singapura. Essa força depois seguiu para a Indochina antes de escoltar porta-aviões durante a invasão das Índias Orientais Holandesas em fevereiro de 1942. O Kongō proporcionou cobertura para ataques nas Índias Orientais Holandesas, fazendo o mesmo em março e abril para ataques contra o Ceilão. Ele e o Hiei fizeram parte do Corpo Principal da Segunda Frota durante a Batalha de Midway em junho. A embarcação em seguida envolveu-se em operações na Campanha de Guadalcanal, incluindo um bombardeamento do aeroporto de Campo Henderson em outubro. O Kongō passou a maior parte de 1943 e 1944 movimentando-se entre diversas bases, mas participou em junho de 1944 da Batalha do Mar das Filipinas como parte da Frota Móvel. Na Batalha do Golfo de Leyte em outubro, o navio fez parte da Força Central e conseguiu acertar e ajudar a afundar dois contratorpedeiros e um porta-aviões de escolta. O Kongō acabou afundado em 21 de novembro depois de ser torpedeado duas ou três vezes pelo submarino USS Sealion enquanto navegava pelo Estreito de Formosa.

### Hiei

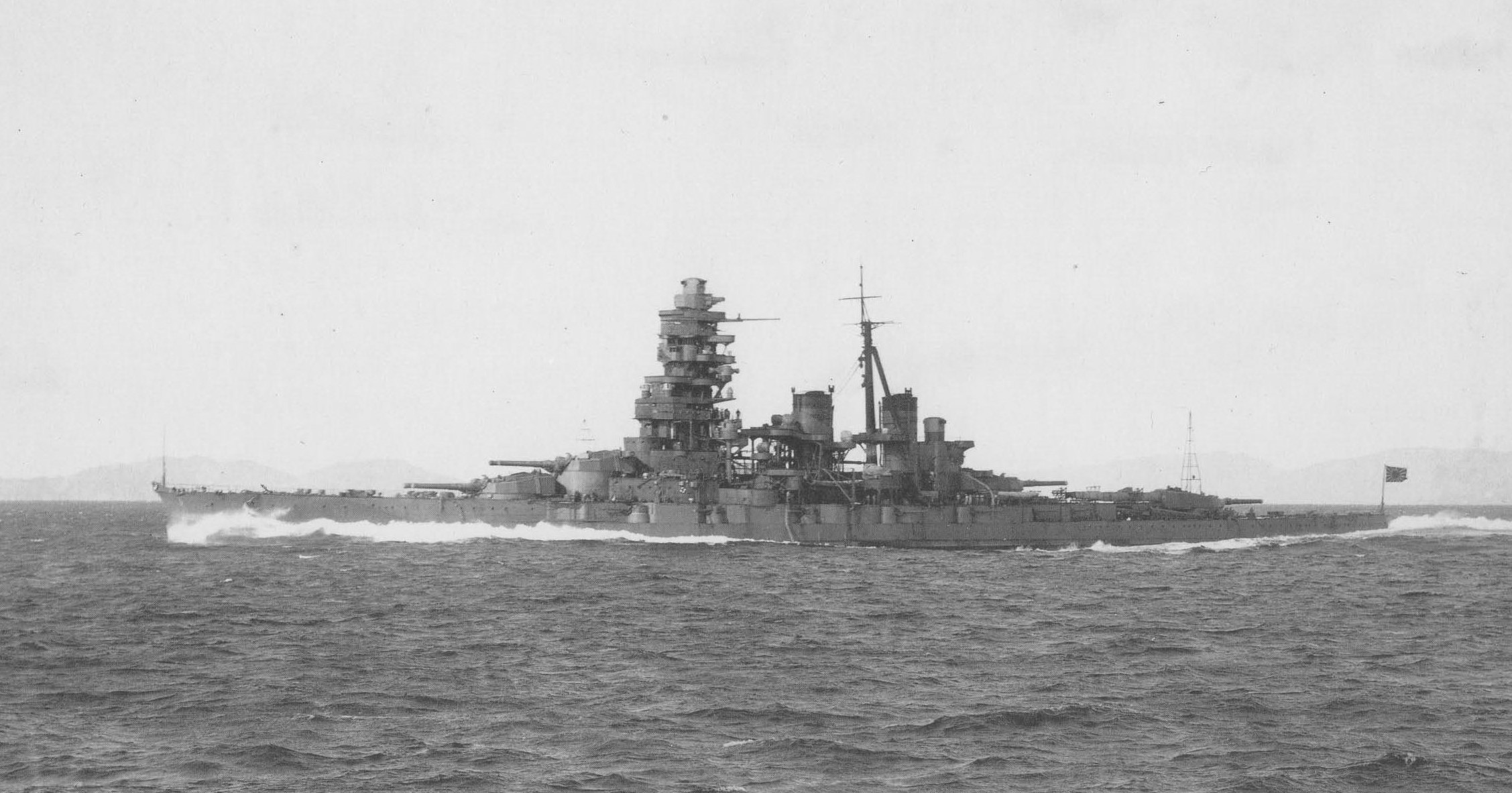
O Hiei em 5 de dezembro de 1939 depois de sua segunda modernização

A construção do Hiei começou em 4 de novembro de 1911, foi lançado ao mar em 21 de novembro de 1912 e comissionado em 4 de agosto de 1914. Ele realizou patrulhas no Mar da China Oriental durante a Primeira Guerra Mundial e depois foi colocado na reserva em 1920. Ele passou por pequenas reformas em 1924 e 1927, porém foi desmilitarizado em 1929 para não ser desmontado pelos termos do Tratado Naval de Washington. Foi convertido em um navio de treinamento de 1929 a 1932. Toda sua blindagem e a maior parte dos armamentos foram removidos e cuidadosamente preservados. Passou por reformas em 1933 como Navio de Serviço Imperial e mais uma reconstrução em 1934, transformando-se no ano seguinte como o navio do imperador Hirohito. O Hiei iniciou em 1937 uma enorme reconstrução que seguiu a mesma linha de seus irmãos, terminando no início de 1940 e sendo reclassificado como couraçado rápido. Ele partiu em novembro de 1941 como parte da escolta da força de porta-aviões que realizou o Ataque a Pearl Harbor. A embarcação em seguida escoltou ataques contra Darwin em fevereiro de 1942, juntando-se então ao Kirishima para afundar o contratorpedeiro USS Edsall em março. Ele depois participou de ações no Ceilão e da Batalha de Midway. Na Campanha de Guadalcanal, o Hiei participou das batalhas da Salomão Orientais e Ilhas Santa Cruz, enquanto na noite de 12 para 13 de novembro fez parte de uma força que iria bombardear Campo Henderson. Entretanto, a força encontrou cruzadores e contratorpedeiros norte-americanos, causando a Primeira Batalha Naval de Guadalcanal. O Hiei conseguiu desabilitar dois cruzadores, porém foi acertado por 85 projéteis inimigos, deixando-o sem controle. O Kirishima tentou rebocá-lo para longe, porém não conseguiu pelos lemes do Hiei terem travado totalmente para estibordo. A embarcação acabou sendo alvo de diversos ataques aéreos norte-americanos no dia seguinte. O Hiei começou a adernar para estibordo durante a tarde de 13 de novembro e foi deliberadamente afundado próximo da Ilha Savo.

### Kirishima

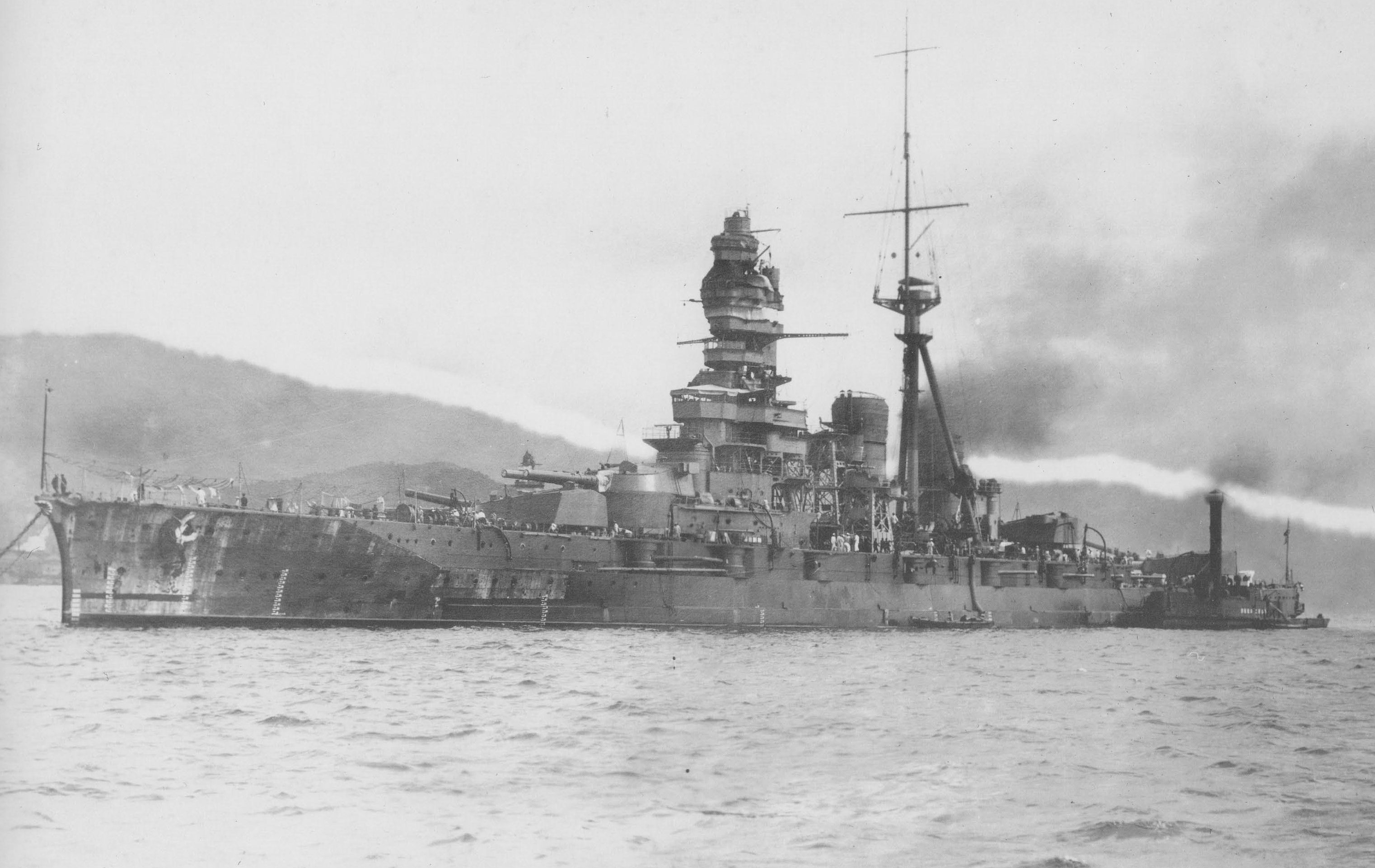
O Kirishima em 10 de março de 1940 depois de sua segunda modernização

A construção do Kirishima começou em 17 de março de 1912, foi lançado ao mar em 1º de dezembro de 1913 e comissionado em 19 de abril de 1915. Ele realizou patrulhas próximo dos litorais chinês e coreano durante a Primeira Guerra Mundial. Depois do conflito, ele alternou períodos no Japão com patrulhas perto da China. A embarcação colidiu com um contratorpedeiro em 14 de setembro de 1922, porém sofreu danos leves. O Kirishima ajudou nos esforços de resgate após o Grande Sismo de Kantō em setembro de 1923, enquanto em dezembro foi colocado na reserva para passar por reformas. Voltou ao serviço no ano seguinte e continuou a operar próximo do litoral chinês entre 1925 e 1926, voltando para a reserva em 1927 para passar por uma grande reconstrução. Sua superestrutura foi reconstruída e sua blindagem e sistema de propulsão aprimorados. O Kirishima voltou ao serviço em 1930 e serviu até 1934, enquanto passou por uma nova reconstrução. Nesta, seu sistema de propulsão foi reformulado, sua superestrutura reconstruída, sua popa alongada e seu convés equipado com uma catapulta para lançamento de hidroaviões. Foi reclassificado como couraçado rápido e serviu como navio de transporte e suporte na Segunda Guerra Sino-Japonesa. O Kirishima escoltou a força de porta-aviões do Ataque a Pearl Harbor em dezembro de 1941 e no ano seguinte envolveu-se em ataques contra Darwin e Índias Orientais Holandesas. A embarcação também escoltou porta-aviões em um ataque contra o Ceilão em março e abril. Ele novamente escoltou porta-aviões na Batalha de Midway em junho, sendo depois transferido para Truk em preparação para operações na Campanha de Guadalcanal. Participou das batalhas das Salomão Orientais e Ilhas Santa Cruz, juntando-se então ao Hiei em 13 de novembro para um ataque contra o Campo Henderson. Depois da perda de seu irmão, o Kirishima enfrentou forças norte-americanas na noite de 14 para 15 de novembro durante a Segunda Batalha Naval de Guadalcanal. Ele conseguiu infligir danos superficiais no couraçado USS South Dakota, porém foi fatalmente danificado pelo couraçado USS Washington. O navio perdeu os motores e começou a adernar para estibordo, sendo abandonado durante as primeiras horas do dia 15 antes de emborcar e afundar.

### Haruna

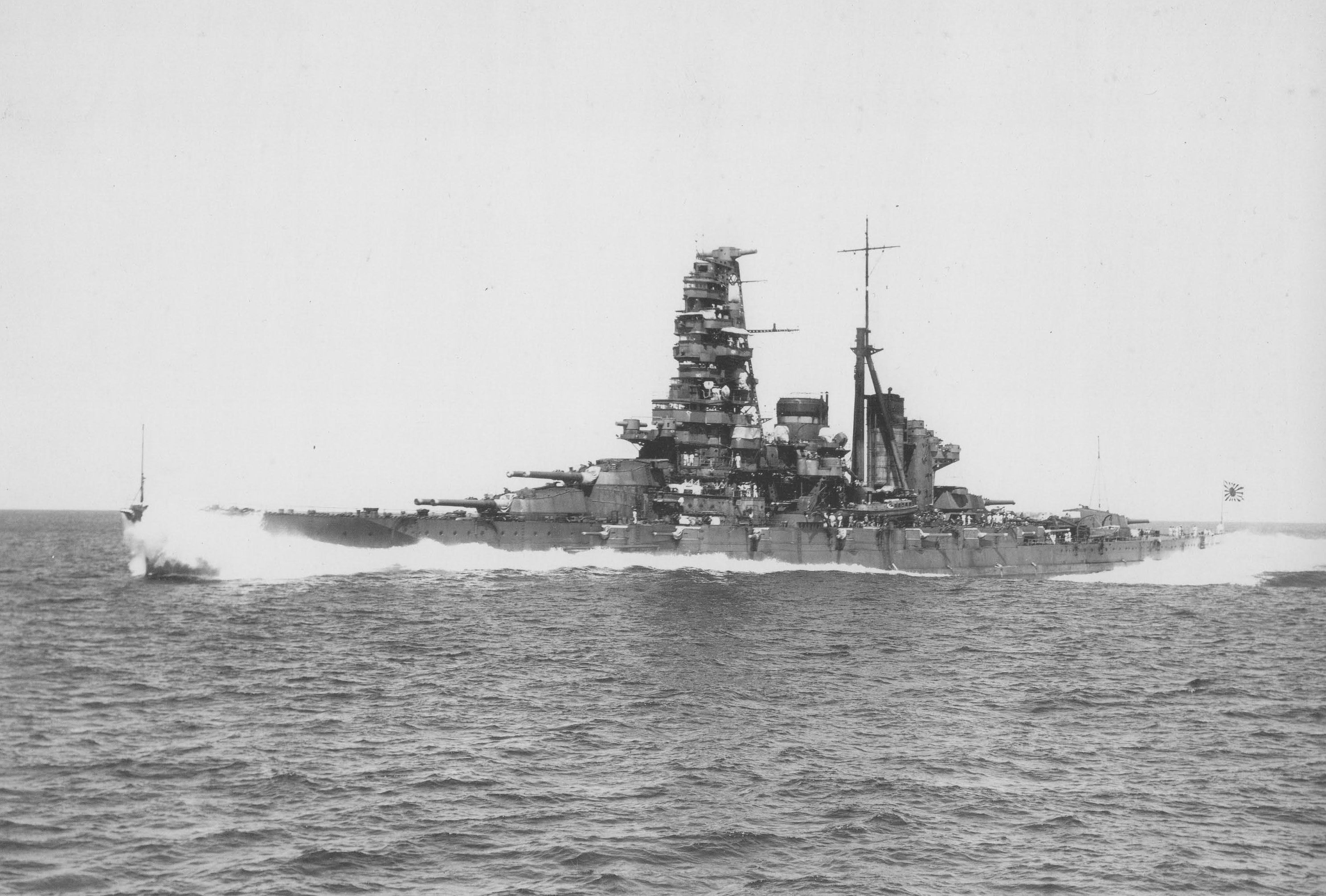
O Haruna em 28 de agosto de 1934 depois de sua segunda modernização

A construção do Haruna começou em 16 de março de 1912, foi lançado ao mar em 14 de dezembro de 1913 e comissionado em 19 de abril de 1915. Ele realizou patrulhas perto do Japão e no Mar da China Oriental durante a Primeira Guerra Mundial. Em 12 de setembro de 1920, enquanto realizava treinamentos de artilharia, um de seus canhões explodiu e matou sete tripulantes. Pelo anos seguintes o navio entrou e saiu da reserva, passando por uma modernização entre 1926 e 1928. O processo melhorou seu sistema de propulsão, o equipou com hidroaviões e fortaleceu sua blindagem, sendo reclassificado como couraçado. Sua segunda modernização ocorreu de 1933 até 1935, quando mais aprimoramentos foram implementados e o Haruna reclassificado como couraçado rápido. A embarcação atuou brevemente na Segunda Guerra Sino-Japonesa como navio de transporte para tropas do Exército Imperial Japonês até a China. Ele apoiou as invasões da Malásia e Singapura em dezembro de 1941, no início da Guerra do Pacífico. Depois disso esteve presente nas principais ofensivas japonesas em 1942, incluindo a invasão das Índias Orientais Holandesas, o ataque a Ceilão e a Batalha de Midway. O Haruna bombardeou o Campo Henderson e escoltou porta-aviões na Campanha de Guadalcanal. Em 1943 ele navegou entre bases e reagiu várias vezes às ameaças de porta-aviões norte-americanos, porém não entrou em combate. O navio atuou como escolta na Batalha do Mar das Filipinas em junho de 1944, enquanto em outubro enfrentou inimigos na Batalha do Golfo de Leyte. O Haruna depois disso permaneceu atracado no Distrito Naval de Kure até ser afundado por ataques aéreos em 28 de julho de 1945, sendo levantado do mar após a guerra e desmontado.